# Hans-Otto Keunecke
Hans-Otto Keunecke (* 6. Juli 1945 in Peine) ist ein deutscher Bibliothekar.

## Leben
Keunecke studierte Germanistik, Geschichte und Geografie an der Friedrich-Alexander-Universität Erlangen und wurde 1968 Mitglied des Corps Guestphalia Erlangen. Nach dem Staatsexamen (1973) und der Promotion (1976) zum Dr. phil. trat er in den höheren Bibliotheksdienst. Referendar war er an der Bayerischen Bibliotheksschule und an der Universitätsbibliothek Erlangen-Nürnberg. Nach der Fachprüfung 1978 trat er in den Dienst der Universitätsbibliothek, deren Handschriftenabteilung er von 1987 bis 1997 leitete. Von 1998 bis zur Pensionierung (2009) war er (Leitender) Bibliotheksdirektor. Von 1994 bis 2006 war er zugleich Direktor der Staatlichen Bibliothek Ansbach.

## Veröffentlichungen (Auswahl)
- 450 Jahre Reformation in Erlangen. Erlangen 1978
- Maximilian von Bayern und die Entführung der Bibliotheca Palatina nach Rom. Frankfurt am Main 1978
- Die „Herzleskneipe“ zu Erlangen. Eine Obskurantenvereinigung aus der Mitte des 19. Jahrhunderts. Einst und Jetzt, Bd. 23 (1978), S. 238–263.
- Die Drucklegung der Brandenburg-Nürnbergischen Kirchenordnung. Frankfurt am Main 1980
- Markgraf Alexander von Ansbach-Bayreuth. Erlangen 1980
- Ein Stammbuch als historische Quelle. Zur Geschichte der Westfälischen Landsmannschaft in Erlangen 1794–1809. In: Einst und Jetzt Bd. 27 (1982), S. 139–154.
- Luther in Erlangen. Erlangen 1983
- Hortus Eystettensis. München 1989
- Bibliographie zur Geschichte der Friedrich-Alexander-Universität Erlangen-Nürnberg. Erlangen 1993
- Die deutsche Schrift im Dritten Reich. Die Nationalsozialisten und das Schicksal der gebrochenen Lettern. Börsenblatt für den Deutschen Buchhandel, Frankfurt und Leipzig Nr. 99 vom 14,12,1993, S. B121 ff.
- Mäzenatentum und Stiftungen an der Friedrich-Alexander-Universität Erlangen 1743-1810. Erlangen 2007
- August Freiherr Voit von Salzburg. Erlangen 2009
- Der protestantische Zweig der Freiherren Voit von Salzburg (1664–1858). In: Jahrbuch für fränkische Landesforschung. 68. 2008, S. 115–147.